# 能源經濟 (學術期刊)
《能源經濟》（英語：Energy Economics）是一份1979年發行的學術期刊。該期刊每年出版6次，內容涵蓋與能源有關的經濟模式和經濟概論。目前，期刊的主編是B.W. Ang, R.S.J. Tol和J.P. Weyant。據2012年的期刊引證報告指，《能源經濟》的影響因子為2.538，在能源相關的期刊中排行第15。

## 資料來源
1. ↑  .   [2014-04-16]. （原始内容存档于2021-04-22）.

## 外部連結
- 官方网站